# Strofa jedenastowersowa
Strofa jedenastowersowa – strofa, która składa się z jedenastu linijek, połączonych różnorodnymi układami rymów. W poezji europejskiej występuje rzadko, podobnie jak wszystkie formy dłuższe od decymy. John Keats użył strofy jedenastowersowej w odzie To Autumn (Do jesieni):
Season of mists and mellow fruitfulness!
Close bosom-friend of the maturing sun;
Conspiring with him how to load and bless
With fruit the vines that round the thatch-eaves run;
To bend with apples the moss'd cottage-trees,
And fill all fruit with ripeness to the core;
To swell the gourd, and plump the hazel shells
With a sweet kernel; to set budding more,
And still more, later flowers for the bees,
Until they think warm days will never cease,
For Summer has o'er-brimm'd their clammy cells.
Strofą jedenastolinijkową starszy od Keatsa William Wordsworth napisał wiersz The Thorn z tomu Ballady liryczne:
There is a thorn; it looks so old,
In truth you'd find it hard to say,
How it could ever have been young,
It looks so old and grey.
Not higher than a two years' child
It stands erect this aged thorn;
No leaves it has, no thorny points;
It is a mass of knotted joints,
A wretched thing forlorn.
It stands erect, and like a stone
With lichens it is overgrown.
Przywołany utwór składa się z 23 numerowanych strof.
Strofy jedenastowersowej użył też Giacomo Leopardi w pieśni Alla sua donna.
Cara beltá, che amore
lunge m’inspiri o nascondendo il viso,
fuor se nel sonno il core
ombra diva mi scuoti,
o ne’ campi ove splenda
piú vago il giorno e di natura il riso;
forse tu l’innocente
secol beasti che dall’oro ha nome,
or leve intra la gente
anima voli? o te la sorte avara,
ch’a noi t’asconde, agli avvenir prepara?
Robert Browning zastosował strofę jedenastowersową w wierszu The Last Ride Together (Ostatnia przejażdżka we dwoje). Kształt strofy i rytm poszczególnych linijek odwzorował w swoim przekładzie Zenon Przesmycki-Miriam.
Rzekłem - najdroższa, skoro tak,
Gdy wreszcie zna swej doli szlak,
Gdy nic nie waży miłość ma,
Gdy życia cel się wali z dna,
Gdy tak być musi i nadszedł czas -
Całe me serce, hołd ci, cześć
Błogosławiąco rwie się nieść!
Nadzieję daną odbierz - chcę
Tylko pamięci o tym śnie
I nadto - prośby nie bierz za złe -
Jedź ze mną konno ostatni raz.
Strofą jedenastowersową posłużył się również John Donne w wierszu The Relic. Z kolei William Ernest Henley wykorzystał w utworze Ballade Made in the Hot Weather zwrotkę rymowaną ababbccdede, stanowiącą złożenie strofy królewskiej ababbcc i zwrotki czterowersowej dede. Strofę różnowersową z rymami wewnętrznymi wykorzystał Edward Lear w wierszu The Owl and the Pussy-Cat. 
Pussy said to the Owl, "You elegant fowl!

How charmingly sweet you sing!

O let us be married! too long we have tarried:

But what shall we do for a ring?"

They sailed away, for a year and a day,

To the land where the Bong-Tree grows

And there in a wood a Piggy-wig stood

With a ring at the end of his nose,

His nose,

His nose,

With a ring at the end of his nose. 
Strofę jedenastowersową w wierszu Ave Atque Vale zastosował Algernon Charles Swinburne.
Strofa jedenastowersowa występuje w chant royal, czyli najbardziej skomplikowanej odmianie ballady francuskiej:
He is the despots' Despot. All must bide,
Later or soon, the message of his might;
Princes and potentates their heads must hide,
Touched by the awful sigil of his right;
Beside the Kaiser he at eve doth wait
And pours a potion in his cup of state;
The stately Queen his bidding must obey;
No keen-eyed Cardinal shall him affray;
And to the Dame that wantoneth he saith--
"Let be, Sweet-heart, to junket and to play."
There is no King more terrible than Death.
(Austin Dobson, The Dance of Death)
W literaturze czeskiej strofę jedenastowersową w wierszu Ó jen se dívej! z tomu Eklogy a písně wykorzystał Jaroslav Vrchlický:
Jak měsíc zahalený v mlhy rej
se na zem tiše dívá,
tvůj obličej,
zkad smilování mírná záře splývá,
zří v duši mou a roní hvězdný svit
v můj cit,
i necítím, že v duši mé se stmívá.
Ó jen se dívej, dívej,
ó jen se dívej dlouho!
Slunce mých dnů, luno mých snů,
má touho!